# احمد عبدالمقصود
احمد عبدالمقصود (انگلیسی: Ahmed Abdul Maqsoud؛ زادهٔ ۷ اوت ۱۹۸۹) یک بازیکن فوتبال اهل قطر است.
وی همچنین در تیم ملی فوتبال قطر بازی کرده‌است.